# Seleção Armênia de Futebol
A Seleção Armênia de Futebol (português brasileiro) ou Selecção Arménia de Futebol (português europeu) representa a Armênia nas competições de futebol da FIFA. Como um país independente, nunca se classificou para Copas do Mundo ou para alguma edição de Eurocopa em sua história.
A maior goleada da história da Seleção Armênia foi um 7–1 sobre a Guatemala, em maio de 2016. Sua maior derrota foi um 9 a 1 para a Itália, em novembro de 2019, pelas eliminatórias da Eurocopa de 2020.

## A quase-classificação para a Eurocopa de 2012
Esteve perto de conquistar uma vaga histórica para a Eurocopa de 2012, mas uma derrota de 2 a 1 para a Irlanda tirou as chances dos armênios. A expulsão do goleiro Roman Berezovski prejudicou a equipe - a bola havia batido em seu peito, mas o árbitro espanhol Eduardo Iturralde González, alegando que Berezovskiy havia tocado-a com as mãos fora da área, expulsou o goleiro. Além disso, Simon Cox, que marcou o gol da vitória, havia dominado a bola com o braço, mas González não o advertiu. Pouco depois, Cox admitiu a irregularidade. Dois dias após o jogo, a Federação de Futebol da Armênia entrou com um recurso para anular o resultado, mas não obteve sucesso.

## Copa do Mundo
- 1930 a 1994 - não disputou, fazia parte da URSS
- 1998 a 2018 - não se classificou

## Eurocopa
- 1960 a 1992 – não disputou, fazia parte da URSS
- 1996 a 2020 – não se classificou

## Uniformes

### Uniformes atuais
- 1º - Camisa vermelha com detalhes brancos, calção e meias vermelhas;
- 2º - Camisa branca com detalhes azuis, calção e meias brancas.

| Uniforme titular | Uniforme reserva |

### Uniformes de goleiro
- Cinza com detalhes verdes;
- Verde com detalhes amarelos.

| Cores do Time · Cores do Time · Cores do Time · Cores do Time · Cores do Time | Cores do Time · Cores do Time · Cores do Time · Cores do Time · Cores do Time |

### Uniformes anteriores
- 2010

| Primeiro Uniforme | Segundo Uniforme |

- 2008

| Primeiro Uniforme | Segundo Uniforme |

- 2006

| Primeiro Uniforme | Segundo Uniforme |

- 2004

| Primeiro Uniforme | Segundo Uniforme |

- 2002

| Primeiro Uniforme | Segundo Uniforme |

- 1998

| Primeiro Uniforme | Segundo Uniforme |

- 1996

| Primeiro Uniforme | Segundo Uniforme |

## Estatísticas

### Mais jogos
- Última atualização: 5 de junho de 2021
- Negrito: jogadores ainda em atividade.

| #  | Nome               | Período na seleção | Jogos | Gols |
| -- | ------------------ | ------------------ | ----- | ---- |
| 1  | Sargis Hovsepyan   | 1996–2012          | 132   | 2    |
| 2  | Roman Berezovski   | 1996–2015          | 94    | 0    |
| 3  | Henrikh Mkhitaryan | 2007–              | 84    | 30   |
| 4  | Robert Arzumanyan  | 2005–2015          | 74    | 5    |
| 5  | Gevorg Ghazaryan   | 2007–              | 73    | 14   |
| 6  | Artur Petrosyan    | 1992–2004          | 69    | 11   |
| 7  | Marcos Pizzelli    | 2008–2019          | 66    | 11   |
| 8  | Harutyun Vardanyan | 1994–2004          | 62    | 1    |
| 9  | Varazdat Haroyan   | 2011–              | 58    | 3    |
| 10 | Kamo Hovhannisyan  | 2012–              | 57    | 1    |

| # | Nome                  | Período na seleção | Gols | Jogos |
| - | --------------------- | ------------------ | ---- | ----- |
| 1 | Henrikh Mkhitaryan    | 2007–              | 30   | 84    |
| 2 | Yura Movsisyan        | 2010–              | 14   | 38    |
| 2 | Gevorg Ghazaryan      | 2007–              | 14   | 73    |
| 4 | Artur Petrosyan       | 1992–2004          | 11   | 69    |
| 4 | Marcos Pizzelli       | 2008–2019          | 11   | 66    |
| 6 | Edgar Manucharyan     | 2004–2017          | 9    | 53    |
| 7 | Tigran Barseghyan     | 1998–2008          | 8    | 39    |
| 8 | Ara Hakobyan          | 1992–2007          | 7    | 42    |
| 9 | Aras Özbiliz          | 2012–              | 6    | 41    |
| 9 | Artur Sarkisov        | 2011–              | 6    | 40    |
| 9 | Armen Shahgeldyan     | 1992–2007          | 6    | 53    |
| 9 | Aleksandre Karapetian | 2014–              | 6    | 22    |

## Treinadores
| Treinador                                       | Período na seleção | Partidas | Vitórias | Empates | Derrotas | Gols pró | Gols contra | Aproveitamento (%) |
| ----------------------------------------------- | ------------------ | -------- | -------- | ------- | -------- | -------- | ----------- | ------------------ |
| Eduard Markarov                                 | 1992–1994          | 6        | 1        | 2       | 3        | 1        | 5           | 16.7%              |
| Samvel Darbinyan                                | 1995–1996          | 9        | 1        | 1       | 7        | 5        | 21          | 11.1%              |
| Khoren Oganesyan                                | 1996–1997          | 16       | 2        | 5       | 9        | 10       | 41          | 12.5%              |
| Souren Barseghyan                               | 1998–1999          | 14       | 4        | 2       | 8        | 11       | 19          | 28.6%              |
| Varuzhan Sukiasyan                              | 2000–2001          | 17       | 3        | 7       | 7        | 17       | 27          | 17.6%              |
| Andranik Adamyan (interino)                     | 2002               | 1        | 1        | 0       | 0        | 2        | 0           | 100%               |
| Oscar López                                     | 2002               | 2        | 0        | 1       | 1        | 2        | 4           | 0%                 |
| Andranik Adamyan (interino)                     | 2003               | 1        | 0        | 0       | 1        | 0        | 2           | 0%                 |
| Mihai Stoichiță                                 | 2003–2004          | 10       | 4        | 1       | 5        | 11       | 17          | 40%                |
| Bernard Casoni                                  | 2004–2005          | 8        | 1        | 1       | 6        | 5        | 18          | 12.5%              |
| Henk Wisman                                     | 2005–2006          | 8        | 1        | 1       | 6        | 5        | 14          | 12.5%              |
| Ian Porterfield                                 | 2006–2007          | 10       | 2        | 4       | 4        | 5        | 9           | 20%                |
| Vardan Minasyan (interino) Tom Jones (interino) | 2007               | 6        | 1        | 1       | 4        | 2        | 8           | 16.7%              |
| Jan Poulsen                                     | 2008–2009          | 12       | 3        | 4       | 5        | 9        | 19          | 25%                |
| Vardan Minasyan                                 | 2009–2014          | 39       | 14       | 4       | 21       | 56       | 58          | 35.9%              |
| Bernard Challandes                              | 2014–2015          | 9        | 1        | 1       | 7        | 9        | 23          | 11.1%              |
| Sargis Hovsepyan (interino)                     | 2015               | 4        | 0        | 1       | 3        | 2        | 9           | 0%                 |
| Varuzhan Sukiasyan                              | 2015–2016          | 7        | 2        | 1       | 4        | 12       | 12          | 28.6%              |
| Artur Petrosyan                                 | 2016–2018          | 10       | 5        | 1       | 4        | 21       | 21          | 50%                |
| Vardan Minasyan                                 | 2018               | 4        | 1        | 2       | 1        | 3        | 4           | 25%                |
| Armen Gyulbudaghyants                           | 2018–2019          | 12       | 5        | 2       | 5        | 25       | 20          | 41,67%             |
| Abraham Khashmanyan                             | 2019–2020          | 2        | 0        | 0       | 2        | 1        | 10          | 0%                 |
| Joaquín Caparrós                                | 2020–              | 11       | 6        | 3       | 2        | 17       | 12          | 54,55%             |

## Galeria de imagens

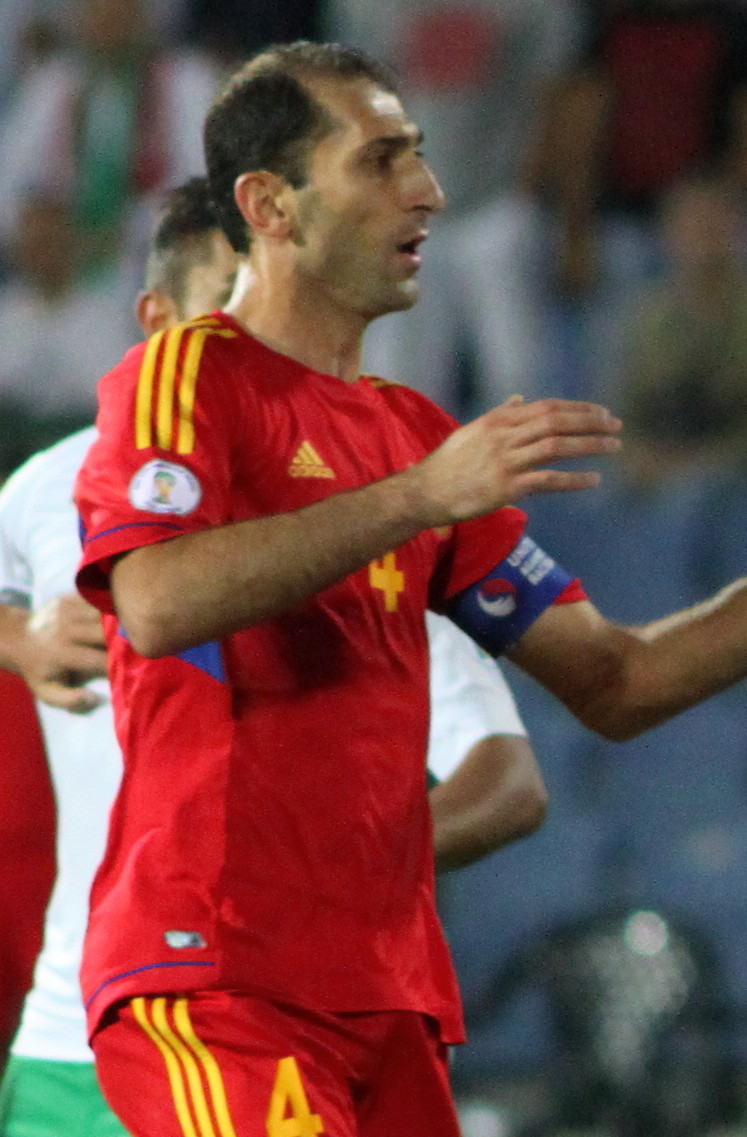
Sargis Hovsepyan é o jogador que mais vezes atuou com a camisa da Seleção Armênia de Futebol.
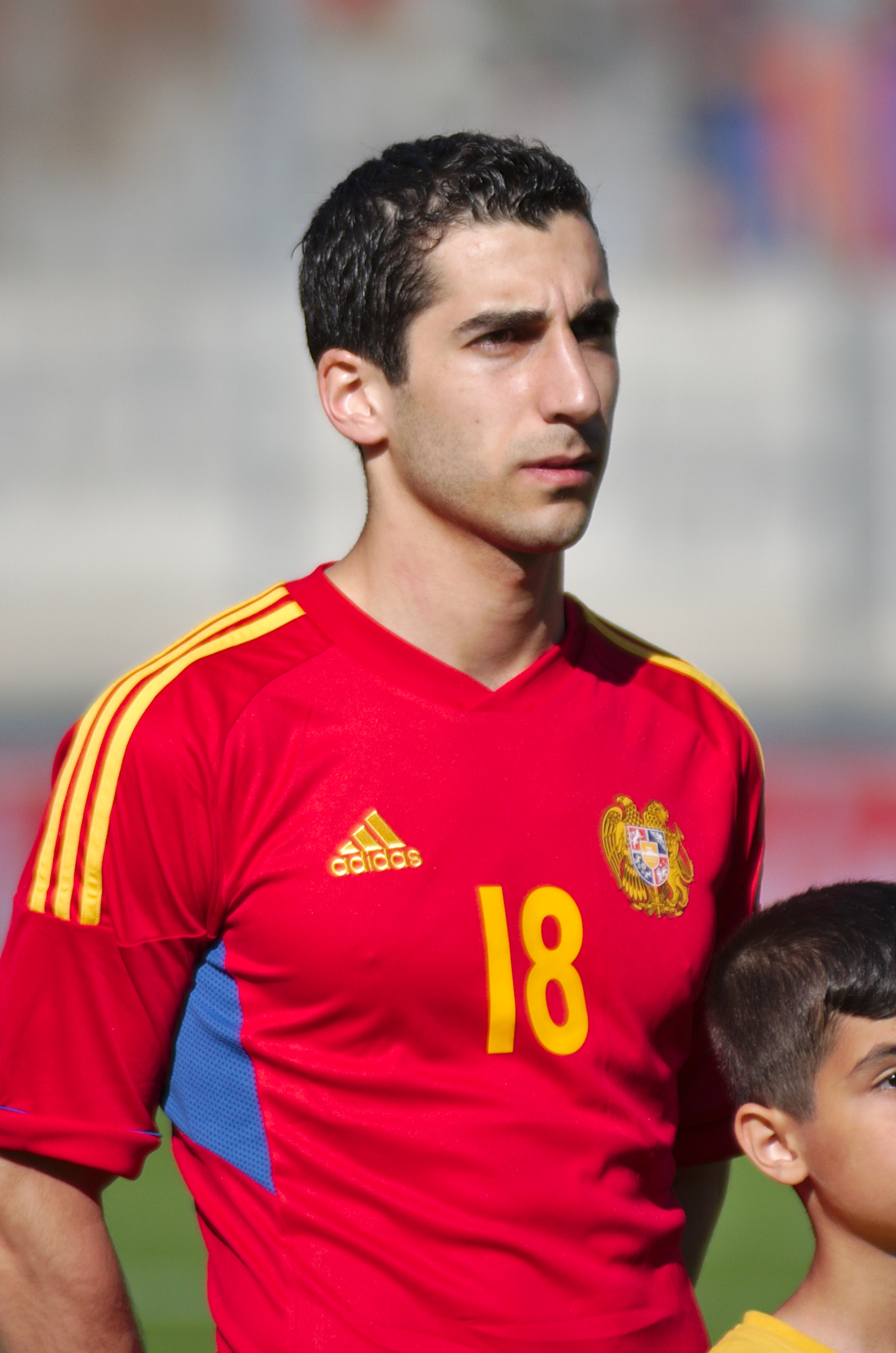
Henrikh Mkhitaryan é o jogador que mais marcou gols com a camisa da Seleção Armênia de Futebol.
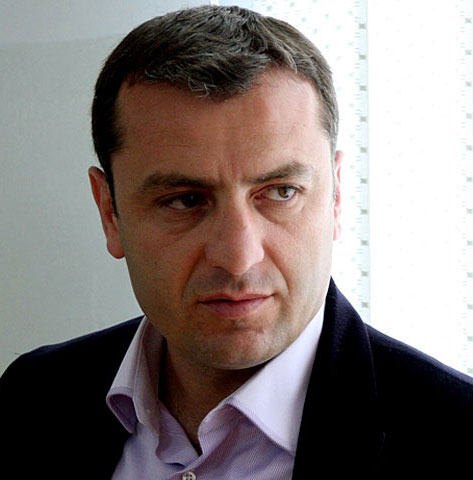
Vardan Minasyan é o treinador com mais jogos no comando da Seleção Armênia (39 jogos entre 2009 e 2014).
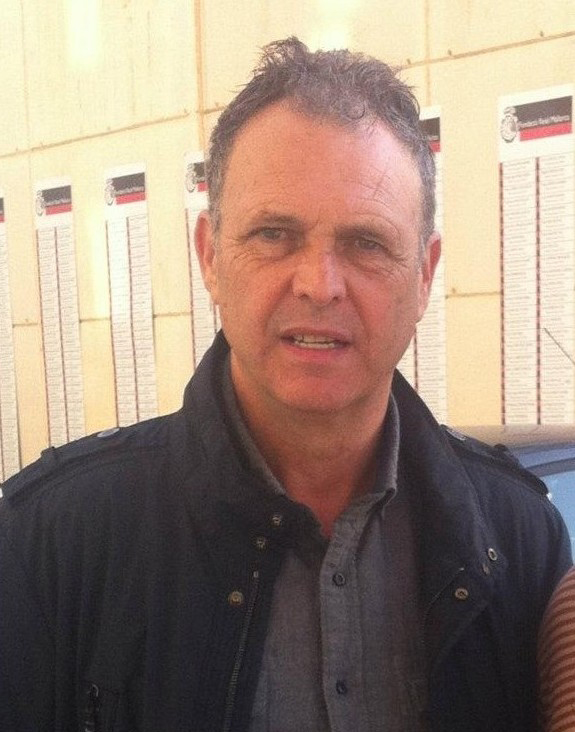
Joaquín Caparrós, atual treinador da Seleção